# North Hartsville
North Hartsville is een plaats (census-designated place) in de Amerikaanse staat South Carolina, en valt bestuurlijk gezien onder Darlington County.

## Demografie
Bij de volkstelling in 2000 werd het aantal inwoners vastgesteld op 3136.

## Geografie
Volgens het United States Census Bureau beslaat de plaats een oppervlakte van
12,8 km², waarvan 12,6 km² land en 0,2 km² water.

## Plaatsen in de nabije omgeving
De onderstaande figuur toont nabijgelegen plaatsen in een straal van 24 km rond North Hartsville.